# アンドロニコス・パレオロゴス (テッサロニキ専制公)
アンドロニコス・パレオロゴス（ギリシア語: Ανδρόνικος Παλαιολόγος、1400年 - 1429年3月4日）は、ビザンツ帝国の皇族である。

## 生涯
アンドロニコス・パレオロゴスは、ビザンツ皇帝マヌエル2世パレオロゴスと皇后ヘレナ・ドラガシュの四男として1400年に生まれた。彼はテッサロニキの専制公を務めたことで知られている。

### テッサロニキ専制公
アンドロニコスは1408年にテッサロニキの専制公に任命された。当時、オスマン帝国の脅威がテッサロニキに迫っており、彼は都市の防衛に尽力した。しかし、彼の治世中、テッサロニキはオスマン帝国からの度重なる攻撃に晒された。
1423年、オスマン帝国の攻撃から都市を守るため、アンドロニコスはテッサロニキをヴェネツィア共和国に譲渡した。これは、ビザンツ帝国がオスマン帝国に対抗するための苦肉の策であった。しかし、ヴェネツィアによる支配も長くは続かず、1430年にはテッサロニキはオスマン帝国に占領された。

### 死去
アンドロニコス・パレオロゴスは、1429年3月4日に死去した。彼は修道士となり、修道名を「アカリオス」と称したとも言われている。